# Ipotesi della nonna

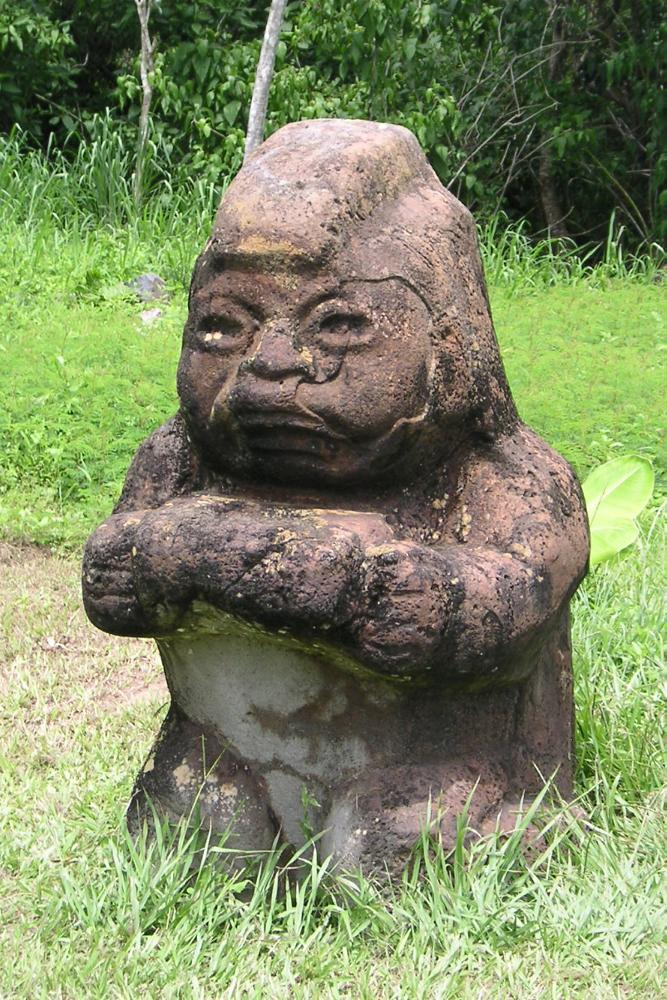
Scultura olmeca conosciuta come La abuela (la nonna).

L'ipotesi della nonna è un'ipotesi per spiegare l'esistenza della menopausa nella specie umana. Si basa sulla precedentemente formulata "ipotesi della madre", che afferma che con l'avanzare dell'età i costi della riproduzione crescono, e che l'energia dedicata a tale attività sarebbe meglio spesa aiutando la prole nei suoi sforzi riproduttivi. Ciò suggerisce che, reindirizzando le energie, le nonne possono garantire meglio la sopravvivenza dei loro geni attraverso le generazioni più giovani. Fornendo sostentamento e supporto ai parenti, le nonne non solo assicurano che i propri interessi genetici siano soddisfatti, ma migliorano anche le proprie reti sociali che potrebbero tradursi in una migliore acquisizione di risorse nell'immediato. Questo effetto potrebbe estendersi oltre i parenti in reti comunitarie più ampie e favorire una più ampia diffusione genetica del gruppo. 

## Sfondo
Una spiegazione a questo è stata presentata da G.C. Williams che è stato il primo a ipotizzare che la menopausa potrebbe essere un adattamento. 
Williams ha ipotizzato che a un certo momento sia diventato più vantaggioso per le donne reindirizzare gli sforzi riproduttivi verso un maggiore supporto alla prole esistente. Dato che la prole quella della specie umana, fortemente dipendente dalla madre, morirebbe con questa, le madri più anziane avrebbero smesso di riprodursi e si sarebbero focalizzate sulla prole già nata. Così facendo avrebbero evitato i rischi riproduttivi legati all'età, eliminando una potenziale minaccia alla sopravvivenza della prole esistente.
Il ragionamento evolutivo alla base di ciò è guidato da teorie correlate.

### Selezione parentale
La selezione parentale fornisce il quadro per una strategia adattiva mediante la quale il comportamento altruistico viene conferito a individui strettamente imparentati perché esistono marcatori facilmente identificabili che indicano che è probabile che ricambino. La selezione parentale è implicita nelle teorie riguardanti la propagazione di successo del materiale genetico tramite riproduzione, poiché aiutare un individuo con maggiori probabilità di condividere il proprio materiale genetico garantirebbe meglio la sopravvivenza di almeno una parte di esso. La regola di Hamilton suggerisce che gli individui aiutano preferibilmente quelli più imparentati con loro quando i costi per loro stessi sono minimi. Ciò è espresso matematicamente come {\displaystyle rb>c}. Ci si aspetterebbe quindi che le nonne rinunciassero alla riproduzione una volta che i benefici derivanti dall'aiutare quegli individui (b) moltiplicati per la parentela con quell'individuo (r) superassero i costi derivanti dalla propria mancata riproduzione (c).
La prova della selezione parentale è emersa come correlata ai cambiamenti causati dal clima, circa 1,8-1,7 milioni di anni fa, nelle pratiche femminili di ricerca e condivisione del cibo. Questi adattamenti hanno aumentato la dipendenza giovanile, costringendo le madri a optare per una fonte di cibo comune di basso livello (tuberi) che richiedeva l'abilità degli adulti per la raccolta e la lavorazione. Tali richieste hanno limitato gli intervalli fra le nascite, offrendo così un'opportunità di selezione per favorire l'ipotesi della nonna.

### Investimento dei genitori
L'investimento parentale, originariamente proposto da Robert Trivers, è definito come qualsiasi beneficio che un genitore conferisce alla prole a un costo per la propria capacità di investire altrove. Questa teoria serve a spiegare la differenza dinamica di sesso nell'investimento verso la prole osservata nella maggior parte delle specie. È evidente prima di tutto nella dimensione dei gameti, poiché le uova sono più grandi e molto più costose dello sperma dal punto di vista energetico. Le femmine sono anche molto più sicure della propria relazione genetica con la prole, poiché la nascita funge da indicatore molto affidabile di parentela. Questa incertezza di paternità che i maschi sperimentano li rende meno propensi delle femmine a investire, poiché sarebbe costoso per i maschi fornire sostentamento alla prole di un altro maschio. Ciò si traspone anche nella generazione dei nonni, poiché le nonne dovrebbero essere molto più propense dei nonni a investire energia nella prole della generazione successiva, soprattutto in quella delle loro figlie rispetto a quella dei loro figli.

## L'effetto nonna
La teoria evolutiva stabilisce che tutti gli organismi investono molto nella riproduzione per replicare i propri geni. Secondo l'investimento genitoriale, le femmine umane investiranno molto nei loro piccoli perché il numero di opportunità di accoppiamento a loro disposizione e il numero di figli che sono in grado di produrre in un dato lasso di tempo sono stabiliti dalla biologia del loro sesso. Questo intervallo tra le nascite (IBI) è un fattore limitante nel numero di figli che una donna può avere a causa del periodo di sviluppo esteso che i bambini umani sperimentano. L'infanzia prolungata, come la durata di vita post-riproduttiva estesa per le femmine, è quasi del tutto unica per gli esseri umani. A causa di questa correlazione, le nonne umane sono ben posizionate per fornire cure parentali supplementari ai figli della loro prole. Poiché i loro nipoti portano ancora una parte dei loro geni, è ancora nell'interesse genetico della nonna garantire che quei bambini sopravvivano per riprodursi a loro volta.

### Senescenza riproduttiva
La discrepanza tra i tassi di degradazione delle cellule somatiche rispetto ai gameti nelle femmine umane fornisce un paradosso irrisolto. Le cellule somatiche declinano più lentamente e gli esseri umani investono di più nella longevità somatica rispetto ad altre specie. Poiché la selezione naturale ha un'influenza molto più forte sulle generazioni più giovani, le mutazioni deleterie durante la vita successiva diventano più difficili da selezionare dalla popolazione. 
Nelle femmine di Placentalia, il numero di ovociti ovarici è fissato durante lo sviluppo embrionale, probabilmente come adattamento per ridurre l'accumulo di mutazioni, che poi maturano o si degradano nel corso della vita. Alla nascita ci sono, in genere, un milione di ovuli. Tuttavia, entro la menopausa, solo circa 400 ovuli sarebbero effettivamente maturati. Negli esseri umani, il tasso di atresia follicolare (il processo in cui un follicolo non riesce a svilupparsi, impedendogli così di giungere all'ovulazione) aumenta in età avanzata (intorno ai 38-40 anni), per ragioni ignote. Negli scimpanzé, i parenti genetici non umani più prossimi alla nostra specie, ricerche degli anni 2010 indicano un'età della menopausa di circa 50 anni, simile a quella delle femmine umane, negli esemplari in cattività, con risultati simili riportati nell'ottobre 2023 in uno studio sulla comunità di scimpanzé selvatici di Ngogo (Uganda). Il rapporto di quest'ultimo studio ha messo in discussione l'ipotesi della nonna osservando che «...gli scimpanzé hanno sistemi di vita molto diversi dagli umani. Le femmine di scimpanzé più anziane in genere non vivono vicino alle loro figlie né si prendono cura dei nipoti, eppure le femmine di Ngogo spesso vivono oltre gli anni fertili». In precedenza era stato ipotizzato un tasso molto simile di atresia degli ovociti sia negli scimpanzé che negli umani, fino all'età di 40 anni, quando i secondi hanno sperimentato un tasso molto accelerato rispetto ai primi. 
In un articolo sulla rivista Mammal Review dalla Scuola di Scienze Biologiche dell’Università di Bristol del 2021 viene sostenuto che l'ipotesi della nonna valga anche per le giraffe, così come per gli elefanti e le orche. 
Il processo di invecchiamento negli esseri umani lascia un dilemma in quanto le femmine vivono oltre la propria capacità di riprodursi. I quesiti che si pongono ai ricercatori evoluzionisti riguardano quindi il motivo per cui i corpi umani vivano così vigorosamente e per così tanto tempo oltre il loro potenziale riproduttivo, e se potrebbe esserci un beneficio adattivo nell'abbandonare i propri tentativi di riproduzione per aiutare i parenti.

### Allogenitorialità
La pratica di dividere le responsabilità genitoriali tra non genitori offre alle femmine un grande vantaggio in quanto possono dedicare più sforzi ed energie per avere una prole più numerosa. Mentre questa pratica è osservata in diverse specie, è stata una strategia particolarmente efficace per gli esseri umani, che fanno ampio affidamento sulle reti sociali. Uno studio osservazionale sui cacciatori-raccoglitori Aka dell'Africa centrale ha dimostrato come l'investimento "allomaterno" verso una prole aumentasse specificamente durante i periodi in cui l'investimento della madre in attività di sussistenza ed economiche aumentava. 
Se l'effetto nonna fosse vero, le donne in post-menopausa dovrebbero continuare a lavorare dopo la cessazione della fertilità e utilizzare i proventi per provvedere preferibilmente ai propri parenti. Studi sulle donne Hadza hanno fornito tale prova. In un moderno gruppo di cacciatori-raccoglitori in Tanzania infatti, le donne Hadza in post-menopausa spesso aiutano i loro nipoti cercando alimenti di base che i bambini più piccoli non sono in grado di acquisire con successo. I bambini, quindi, hanno bisogno dell'assistenza di un adulto per ottenere questa cruciale forma di sostentamento. Spesso, tuttavia, le madri sono trattenute dalla cura della prole più giovane e sono meno disponibili ad aiutare i loro figli più grandi a cercare cibo. A questo proposito, le nonne Hadza diventano vitali per la cura dei nipoti esistenti e consentono alle donne in età riproduttiva di reindirizzare l'energia dalla prole più cresciuta a quella più giovane o ad altri sforzi riproduttivi.
Tuttavia, alcuni commentatori hanno ritenuto che il ruolo degli uomini Hadza, che contribuiscono al 96% dell'assunzione media giornaliera di proteine, sia stato ignorato, sebbene gli autori abbiano affrontato questa critica in numerose pubblicazioni. Anche altri studi hanno dimostrato dubbi sulle somiglianze comportamentali tra gli Hadza e gli antenati degli umani. 

### Nonne materne e nonne paterne
Poiché ci si dovrebbe aspettare che le nonne forniscano un trattamento preferenziale alla prole con cui sono più certe della propria parentela, dovrebbero esserci differenze nell'aiuto che forniscono a ciascun nipote in base a tale relazione. Gli studi hanno scoperto che non solo la relazione materna o paterna dei nonni influenza se o quanto aiuto riceve un nipote, ma anche che tipo di aiuto. Le nonne paterne hanno spesso avuto un effetto negativo sulla mortalità infantile. Inoltre, le nonne materne si concentrano sulla sopravvivenza della prole, mentre le nonne paterne sull'aumento dei tassi di natalità. Questi risultati sono coerenti con le idee di investimento genitoriale e incertezza sulla paternità. Allo stesso modo, una nonna potrebbe essere sia materna che paterna e quindi nella suddivisione delle risorse, la prole di una figlia dovrebbe essere favorita.
Altri studi si sono concentrati sulla relazione genetica tra nonne e nipoti. Tali studi hanno scoperto che gli effetti delle nonne materne/paterne sui nipoti dei due sessi possono variare in base al grado di parentela genetica, con le nonne paterne che hanno effetti positivi sulle nipoti femmine ma effetti dannosi sui nipoti maschi, e l'incertezza della paternità può essere meno importante dell'eredità cromosomica. 

## Critiche e ipotesi alternative
Alcuni critici hanno messo in dubbio l'ipotesi perché, mentre affronta il modo in cui le cure dei nonni avrebbero potuto mantenere una durata di vita post-riproduttiva femminile più lunga, non fornisce una spiegazione di come si sarebbe evoluta in primo luogo. Alcune versioni dell'ipotesi della nonna hanno affermato che ha contribuito a spiegare la longevità della senescenza umana. Tuttavia, i dati demografici hanno mostrato che storicamente numeri crescenti di persone anziane tra la popolazione erano correlati a numeri inferiori di persone più giovani. Ciò suggerisce che a un certo punto le nonne non sono state utili alla sopravvivenza dei loro nipoti e non spiega perché la prima nonna avrebbe rinunciato alla propria riproduzione per aiutare la sua prole e i suoi nipoti.
Inoltre, tutte le varianti dell'effetto madre o nonna non riescono a spiegare la longevità con spermatogenesi continua nei maschi.
Un altro problema riguardante l'ipotesi della nonna è che essa richiede una storia di filopatria femminile. Sebbene alcuni studi suggeriscano che le società di cacciatori-raccoglitori siano patriarcali, prove crescenti mostrano che la residenza non è fissa al loro interno, e che le donne sposate in almeno una società patrilineare visitano i propri parenti durante i periodi in cui il sostegno basato sulla parentela può essere particolarmente benefico per il successo riproduttivo. Uno studio suggerisce, tuttavia, che la parentela materna era essenziale per l'idoneità dei figli come padri in una società patrilocale. 
Non riesce inoltre a spiegare gli effetti dannosi della perdita di attività follicolare ovarica. Mentre la continua sintesi post-menopausale di estrogeni avviene nei tessuti periferici attraverso vie surrenali, queste donne affrontano senza dubbio un rischio aumentato di condizioni associate a livelli più bassi di estrogeni: osteoporosi, osteoartrite, malattia di Alzheimer e malattia coronarica. 
Tuttavia, studi interculturali sulla menopausa hanno scoperto che i sintomi della menopausa sono piuttosto variabili tra le diverse popolazioni e che alcune popolazioni di donne non riconoscono, e potrebbero anche non sperimentare, questi "sintomi". Questo alto livello di variabilità nei sintomi della menopausa tra le popolazioni suggerisce la possibilità della menopausa come una sorta di "agente di selezione" per eliminare le femmine non riproduttive dalla competizione con i membri più giovani e fertili della specie. Ciò affronta anche il compito di spiegare il paradosso tra l'età tipica di insorgenza della menopausa e l'aspettativa di vita delle femmine umane.